# Merkessjön
Merkessjön är en sjö i Vilhelmina kommun i Lappland och ingår i Ångermanälvens huvudavrinningsområde. Sjön har en area på 0,0364 kvadratkilometer och ligger 800,1 meter över havet. Merkessjön ligger i Marsfjället Natura 2000-område.

## Delavrinningsområde
Merkessjön ingår i det delavrinningsområde (721785-147470) som SMHI kallar för Utloppet av Stöksjön. Medelhöjden är 799 meter över havet och ytan är 25,53 kvadratkilometer. Det finns inga avrinningsområden uppströms utan avrinningsområdet är högsta punkten. Stökbäcken som avvattnar avrinningsområdet har biflödesordning 2, vilket innebär att vattnet flödar genom totalt 2 vattendrag innan det når havet efter 367 kilometer. Avrinningsområdet består mestadels av skog (50 procent) och kalfjäll (46 procent). Avrinningsområdet har 0,97 kvadratkilometer vattenytor vilket ger det en sjöprocent på 3,8 procent.